# Pruchten
Pruchten je obec v německé spolkové zemi Meklenbursko-Přední Pomořansko. Leží v okrese Přední Pomořansko-Rujána na severním okraji státu, u břehu Baltského moře zhruba tři kilometry severně od Barthu a hned vedle ústí řeky Barthe do moře.
Obec se skládá ze dvou částí nazývaných Bresewitz a Pruchten. První zmínka o Pruchtenu je z roku 1278, první zmínka o Bresewitzu z roku 1302 a obě sídla jsou původně slovanská.
Obcí prochází zrušený úsek trati Velgast–Prerow, vlaky v současnosti končí v nedalekém Barthu.